# Shelby (Iowa)
Shelby is een plaats (city) in de Amerikaanse staat Iowa, en valt bestuurlijk gezien onder Pottawattamie County en Shelby County.

## Demografie
Bij de volkstelling in 2000 werd het aantal inwoners vastgesteld op 696. In 2006 is het aantal inwoners door het United States Census Bureau geschat op 667, een daling van 29 (-4,2%).

## Geografie
Volgens het United States Census Bureau beslaat de plaats een oppervlakte van 4,2 km², geheel bestaande uit land. Shelby ligt op ongeveer 133 m boven zeeniveau.

## Plaatsen in de nabije omgeving
De onderstaande figuur toont nabijgelegen plaatsen in een straal van 16 km rond Shelby.